# Peleteria rubihirta
Peleteria rubihirta là một loài ruồi trong họ Tachinidae.